# Commata cryphia
Commata cryphia là một loài bướm đêm thuộc họ gelechiidae. Nó được mô tả bởi Walsingham vào năm 1911 và được tìm thấy ở México (Tabasco).
Nó có sải cánh dài 8–9 mm. Các cánh trước có màu nâu đậm, vảy màu xám sắt và với một đường màu xám nhạt trải dài ở thân. Cánh sau có màu nâu đồng.